# Ron Brown
Ronald James "Ron" Brown (Los Angeles, 31 de março de 1961) é um ex-atleta norte-americano, velocista campeão olímpico e jogador de futebol americano.
Brown conquistou a medalha de ouro olímpica integrando o revezamento 4x100 m dos Estados Unidos em Los Angeles 1984, junto com Carl Lewis, Calvin Smith e Sam Graddy, que quebrou o recorde mundial – 37,83. Este foi o único evento internacional de que participou.  Depois dos Jogos ele se profissionalizou no futebol americano, jogando pelos St. Louis Rams até 1989 e depois pelos Los Angeles Raiders em 1990 até encerrar a carreira em 1991, novamente jogando no Rams.
Suas melhor marca para os 100 m é de 10.06 (1983), conseguida em Zurique, Suíça.